# Il tango delle capinere
Il tango delle capinere è una canzone a ritmo di tango composta da Cesare Andrea Bixio su versi di Bixio Cherubini nel 1928 e portata al successo da Gabrè.
In questa versione è presente una strofa che chiude la canzone, spesso omessa nelle versioni successive.

## Interpretazioni
La canzone, che allude ai temi del disagio sociale e soprattutto al trasgressivo fascino della prostituzione (come già Lucciole vagabonde, una precedente canzone composta dalla coppia Bixio-Cherubini), è diventata un classico su cui numerosi artisti italiani si sono cimentati. Tra questi Luciano Virgili, Fred Buscaglione, Giorgio Consolini, Luciano Tajoli, Nilla Pizzi, Gigliola Cinquetti, Milva, nel 1970 Kocis e nel 1974 anche Claudio Villa. Anche fuori dall'Italia diversi artisti hanno interpretato la loro versione, tra questi la famosa cantante francese Berthe Sylva, pseudonimo di Berthe Francine Ernestine Faquet, che la inciderà con il titolo "Le Tango des fauvettes" (Pathé 1931). Fra le versioni in francese, si segnala anche quella dell'attrice e cantante Jeanne Bourgeois, in arte Mistinguett, dal titolo "Prenez mes fleurettes" con un testo differente rispetto a quello interpretato da Berthe Sylva.